# Pontochō

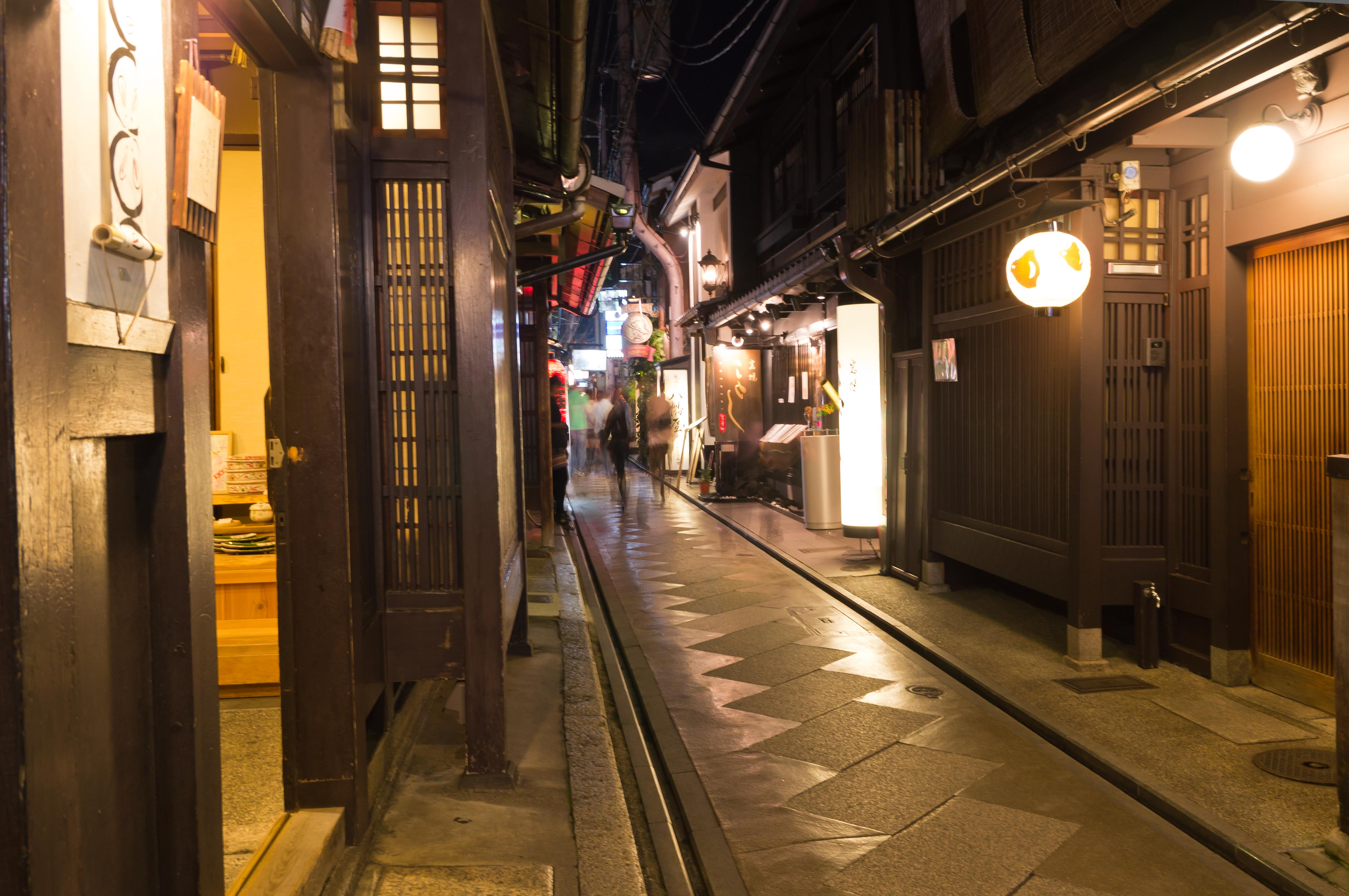
Pontochō

Pontochō (先斗町?) è un quartiere della città giapponese di Kyoto.

## Descrizione
Al pari di Gion è noto per le numerose okiya (case di geishe) e ochaya (case da tè), nonché per le sue architetture antiche e l'abbondanza di forme di intrattenimento tradizionali.
Il quartiere, situato a ovest del fiume Kamo, si snoda lungo i lati di un vicolo lungo e stretto che ne costituisce il cuore ed è considerato la culla del teatro kabuki. Pontochō è stato famoso fin dal 1500 per le sue geishe e i suoi spettacoli, ma anche per la prostituzione. Oggi il quartiere, che di notte è illuminato da lanterne tradizionali, ospita una larga varietà di locali che vanno dai ristoranti di lusso con veranda sul fiume alle trattorie economiche, passando per ostelli, bar e, ovviamente, case da tè.
Ha sede nel quartiere anche il Teatro Kaburenjō dove due volte all'anno, fin dal 1870, le geishe eseguono la Kanogawa Odori (Danza del fiume Kano), uno spettacolo di danza tradizionale, canto e recitazione ispirata al kabuki accompagnato dal suono di strumenti classici giapponesi. Il Kanogawa Odori è una delle poche occasioni in cui anche la gente non facoltosa può godere dello spettacolo offerto da vere geishe.
È nel quartiere di Pontochō che si trova l'okiya in cui l'antropologa statunitense Liza Dalby (famosa come prima geisha non giapponese, sebbene ciò non sia propriamente corretto in quanto la Dalby non fu mai iniziata ufficialmente) svolse il suo apprendistato.